# Bad Rippoldsau-Schapbach
Bad Rippoldsau-Schapbach är en kommun i Landkreis Freudenstadt i regionen Nordschwarzwald i Regierungsbezirk Karlsruhe i förbundslandet Baden-Württemberg i Tyskland. 
Kommunen bildades 1 juli 1974 genom en sammanslagning av kommunerna Bad Rippoldsau och Schapbach.
Kommunen ingår i kommunalförbundet Freudenstadt tillsammans med staden Freudenstadt och kommunen Seewald.